# Apalla (przystanek kolejowy)
Apalla (gal. Apalla, hiszp. Aprila) – przystanek kolei wąskotorowej FEVE w San Saturnino, w Galicji, w Hiszpanii.
| Apalla                         |  |                          |
| Linia Ferrol – Gijón (24,6 km) |  |                          |
| Lamasodległość: 3,6 km         |  | Moeche odległość: 2,1 km |